# Élections législatives de 1968 dans l'Yonne
Les élections législatives françaises de 1968 se déroulent les 23 et 30 juin 1968. Dans le département de l'Yonne, trois députés sont à élire dans le cadre de trois circonscriptions.

## Élus
| Circonscription | Député sortant                             | Parti | Parti          | Député élu ou réélu | Parti | Parti |
| --------------- | ------------------------------------------ | ----- | -------------- | ------------------- | ----- | ----- |
| 1re             | Louis Périllier                            |       | FGDS (Radical) | Jean-Pierre Soisson |       | RI    |
| 2e              | Georges Barillon suppléant de Jean Chamant |       | RI             | Jean Chamant        |       | RI    |
| 3e              | Gaston Perrot                              |       | UDR            | Gaston Perrot       |       | UDR   |

## Résultats

### Résultats à l'échelle du département
| Parti          | Parti                                           | Premier tour | Premier tour | Second tour | Second tour | Sièges |
| Parti          | Parti                                           | Voix         | %            | Voix        | %           | Sièges |
| -------------- | ----------------------------------------------- | ------------ | ------------ | ----------- | ----------- | ------ |
|                | Républicains indépendants                       | 41 844       | 30,74        | 22 790      | 25,18       | 2      |
|                | Union pour la défense de la République          | 30 516       | 22,42        | 30 396      | 33,58       | 1      |
|                | Modérés                                         | 5 922        | 4,35         |             |             | 0      |
|                | Union des républicains de progrès               | 78 282       | 57,51        | 53 186      | 58,86       | 3      |
|                |                                                 |              |              |             |             |        |
|                | Parti radical                                   | 10 182       | 7,48         | 18 904      | 20,89       | 0      |
|                | Convention des institutions républicaines       | 7 445        | 5,47         |             |             | 0      |
|                | Section française de l'Internationale ouvrière  | 4 626        | 3,40         | 0           |             |        |
|                | Fédération de la gauche démocrate et socialiste | 22 253       | 16,35        | 18 904      | 20,89       | 0      |
|                |                                                 |              |              |             |             |        |
|                | Parti communiste français                       | 26 149       | 19,21        | 18 420      | 20,35       | 0      |
|                | Progrès et démocratie moderne                   | 7 087        | 5,21         | Retrait     | Retrait     | 0      |
|                | Parti socialiste unifié                         | 2 351        | 1,73         |             |             | 0      |
|                |                                                 |              |              |             |             |        |
| Inscrits       | Inscrits                                        | 173 289      | 100,00       | 118 160     | 100,00      | 3      |
| Abstentions    | Abstentions                                     | 34 994       | 20,19        | 24 641      | 20,85       |        |
| Votants        | Votants                                         | 138 295      | 79,81        | 93 519      | 79,15       |        |
| Blancs et nuls | Blancs et nuls                                  | 2 173        | 1,57         | 3 009       | 3,22        |        |
| Exprimés       | Exprimés                                        | 136 122      | 98,43        | 90 510      | 96,78       |        |

### Résultats par circonscription

#### Première circonscription (Auxerre)
| Candidat       | Candidat                | Parti          | Premier tour | Premier tour | Second tour | Second tour |  |
| Candidat       | Candidat                | Parti          | Voix         | %            | Voix        | %           |  |
| -------------- | ----------------------- | -------------- | ------------ | ------------ | ----------- | ----------- |  |
|                | Jean-Pierre Soisson élu | RI (URP)       | 14 036       | 34,01        | 22 790      | 54,66       |  |
|                | Louis Périllier sortant | FGDS (Radical) | 10 182       | 24,67        | 18 904      | 45,34       |  |
|                | Guy Lavrat              | PCF            | 6 668        | 16,16        | Retrait     | Retrait     |  |
|                | Bernard Chenot          | UDR (URP)      | 6 355        | 15,4         | Retrait     | Retrait     |  |
|                | Jean Kaeufling          | Modérés        | 3 057        | 7,41         |             |             |  |
|                | Pierre Ricard           | PSU            | 972          | 2,36         |             |             |  |
|                |                         |                |              |              |             |             |  |
| Inscrits       | Inscrits                | Inscrits       | 53 228       | 100,00       | 53 218      | 100,00      |  |
| Abstentions    | Abstentions             | Abstentions    | 11 365       | 21,35        | 10 877      | 20,44       |  |
| Votants        | Votants                 | Votants        | 41 863       | 78,65        | 42 341      | 79,56       |  |
| Blancs et nuls | Blancs et nuls          | Blancs et nuls | 593          | 1,42         | 647         | 1,53        |  |
| Exprimés       | Exprimés                | Exprimés       | 41 270       | 98,58        | 41 694      | 98,47       |  |

#### Deuxième circonscription (Avallon)
|                | Jean Chamant sortant réélu | RI (URP)       | 27 808 | 65,03  |  |  |  |
|                | Pierre Vigreux             | PCF            | 7 506  | 17,55  |  |  |  |
|                | Jacques Ribs               | FGDS (CIR)     | 7 445  | 17,41  |  |  |  |
|                |                            |                |        |        |  |  |  |
| Inscrits       | Inscrits                   | Inscrits       | 55 124 | 100,00 |  |  |  |
| Abstentions    | Abstentions                | Abstentions    | 11 467 | 20,8   |  |  |  |
| Votants        | Votants                    | Votants        | 43 657 | 79,2   |  |  |  |
| Blancs et nuls | Blancs et nuls             | Blancs et nuls | 898    | 2,06   |  |  |  |
| Exprimés       | Exprimés                   | Exprimés       | 42 759 | 97,94  |  |  |  |

#### Troisième circonscription (Sens)
| Candidat       | Candidat                    | Parti          | Premier tour | Premier tour | Second tour | Second tour |  |
| Candidat       | Candidat                    | Parti          | Voix         | %            | Voix        | %           |  |
| -------------- | --------------------------- | -------------- | ------------ | ------------ | ----------- | ----------- |  |
|                | Gaston Perrot sortant réélu | UDR (URP)      | 24 161       | 46,38        | 30 396      | 62,27       |  |
|                | Jean Cordillot              | PCF            | 11 975       | 22,99        | 18 420      | 37,73       |  |
|                | Roger Treillé               | CD (PDM)       | 7 087        | 13,6         | Retrait     | Retrait     |  |
|                | Lucien Chevalier            | FGDS (SFIO)    | 4 626        | 8,88         |             |             |  |
|                | Jean-Pierre Lendais         | Modérés        | 2 865        | 5,5          |             |             |  |
|                | André Ponchel               | PSU            | 1 379        | 2,65         |             |             |  |
|                |                             |                |              |              |             |             |  |
| Inscrits       | Inscrits                    | Inscrits       | 64 937       | 100,00       | 64 942      | 100,00      |  |
| Abstentions    | Abstentions                 | Abstentions    | 12 162       | 18,73        | 13 764      | 21,19       |  |
| Votants        | Votants                     | Votants        | 52 775       | 81,27        | 51 178      | 78,81       |  |
| Blancs et nuls | Blancs et nuls              | Blancs et nuls | 682          | 1,29         | 2 362       | 4,62        |  |
| Exprimés       | Exprimés                    | Exprimés       | 52 093       | 98,71        | 48 816      | 95,38       |  |